# Arsissa
Arsissa is een geslacht van vlinders van de familie snuitmotten (Pyralidae).

## Soorten
- A. ramosella (Herrich-Schäffer, 1855)
- A. transvaalica Balinsky, 1991